# Platichthys solemdali
Platichthys solemdali ist ein Plattfisch aus der Gattung der Flundern (Platichthys), der endemisch in der Ostsee vorkommt. Er besiedelt das Areal zwischen Öland im Süden, dem westlichen Finnischen Meerbusen im Osten und den Åland-Inseln im Norden. Ob die Art auch südlich von Öland vorkommt, ist bisher unbekannt. Die Fische leben im Brackwasser verschiedener Salinität auf Weich- und Hartböden bis in Tiefen von 50 Metern. Die Art ist die einzige endemische Fischart der Ostsee. Sie wurde 2018 beschrieben und nach Per Solemdal (1941–2016) benannt, der entdeckte, dass von den Flunderpopulationen in der Ostsee einige „pelagische“ (in der Wassersäule schwebende) Eier mit relativ hohem Auftrieb legen, andere hingegen Eier mit relativ geringem Auftrieb, die zu Boden sinken. Die gewöhnliche Flunder (Platichthys flesus), die auch in der Nordsee und entlang fast der gesamten europäischen Küste vorkommt, legt die pelagischen Eier. Die Flunder, die zu Boden sinkende Eier legt, wurde als Platichthys solemdali neu beschrieben.

## Merkmale

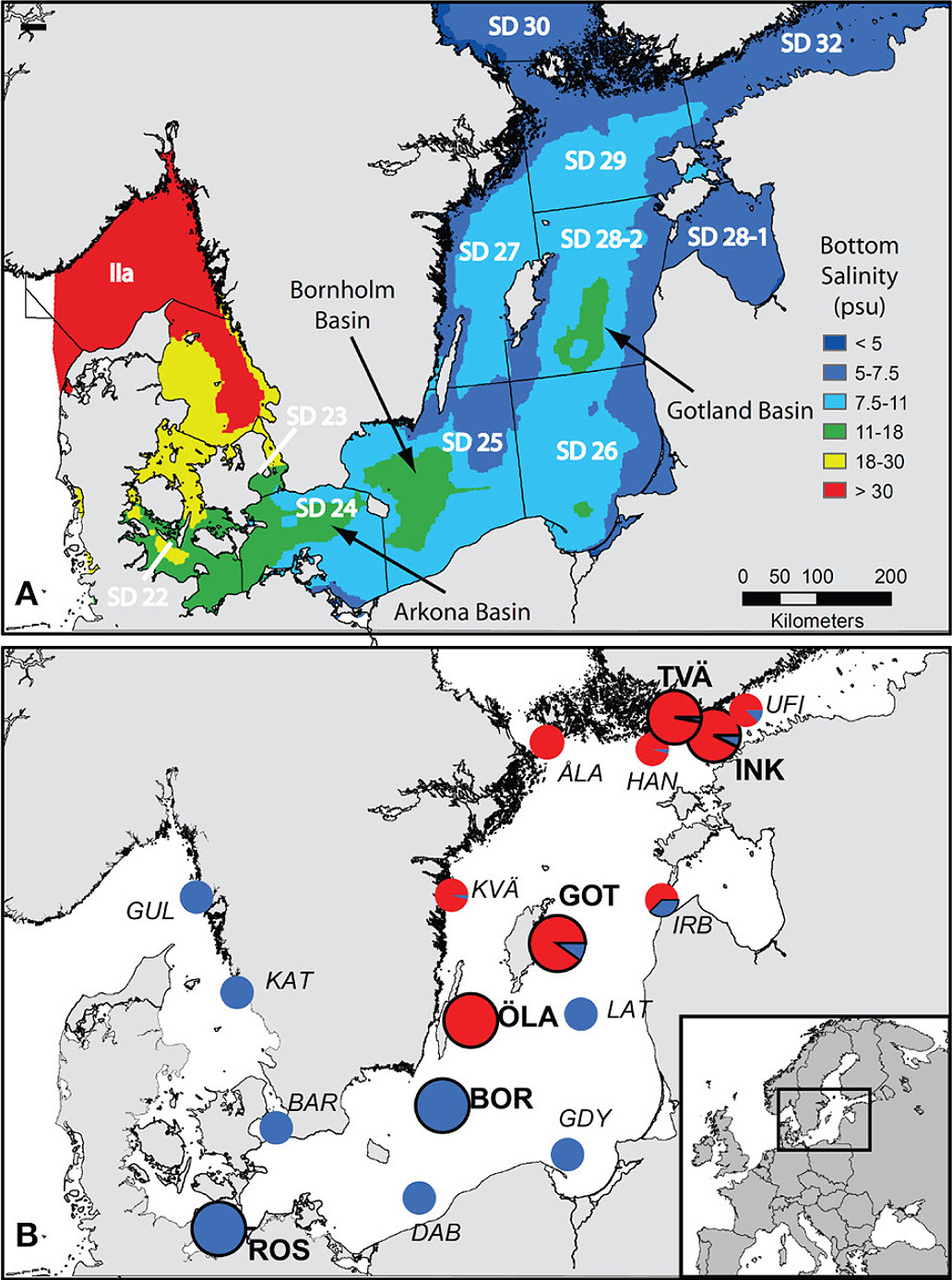
Karten mit der Salinität des Bodenwassers (oben) und der Häufigkeit der Arten P. solemdali (rote Flächen in den Kreisdiagrammen) und P. flesus (blaue Flächen) in den verschiedenen Teilen der Ostsee (unten).

Platichthys solemdali unterscheidet sich äußerlich kaum von der gewöhnlichen Flunder. Die Augenseite ist dunkelbraun, grau oder olivfarben gefärbt und mit rötlichen Punkten gemustert. Wie viele andere Plattfische kann Platichthys solemdali seine Färbung allerdings ändern und dem Untergrund anpassen. Die Bauchseite ist weißlich, manchmal mit verstreuten bräunlichen Flecken gemustert. Bei den meisten Exemplaren liegen die Augen auf der rechten Körperseite, bei der kleinen estnischen Insel Prangli machen die linksäugigen Exemplare aber bis zu 50 % der Population aus. Möglicherweise variiert der Anteil der linksäugigen Exemplare je nach Gegend und im Laufe der Jahre.
Platichthys solemdali hat weniger Flossenstrahlen in der Rückenflosse (46–59 vs. 51–66) und in der Afterflosse (35–41 vs. 35–45) und die Flossenstrahlen in Rücken- und Afterflosse sind nicht gestreift. Genetisch sind beide Arten aber deutlich zu unterscheiden. Die Eier von P. solemdali haben einen Durchmesser von etwa 1 mm und schweben erst bei einer Salinität zwischen 19 und 21,5 psu frei im Wasser, was zur Folge hat, dass sie im ohnehin geringersalinaren Lebensraum von P. solemdali stets zu Boden sinken, während die der gewöhnlichen Flunder einen Durchmesser von 1,3 bis 1,5 mm haben und bereits bei einer Salinität von 12 bis 18 psu schweben.

## Lebensweise
Wie fast alle Plattfische lebt P. solemdali auf dem Meeresboden und ernährt sich vorwiegend von Muscheln und anderen bodenbewohnenden Wirbellosen. Wanderungen zwischen tieferen Überwinterungsregionen und flachen Regionen zum Fressen und Laichen finden nur sehr begrenzt statt. Die Fische laichen von April bis Juni ufernah in 5 bis 20 m Tiefe bei einer Wassertemperatur von etwa 8 °C. Weibchen legen bis zu 2 Millionen relativ kleine Eier auf sandigem oder steinigen Untergrund oder in der Unterwasservegetation. Über die Larvenphase ist fast nichts bekannt. Bei Gotland, wo sowohl P. solemdali als auch die gewöhnliche Flunder vorkommt, werden Weibchen mit einem Alter von 2 bis 5 Jahren und einer Länge von 20 bis 25 cm geschlechtsreif. Männchen werden schon mit 2 bis 3 Jahren geschlechtsreif.

## Belege
1. 1 2 3 4  Paolo Momigliano, Gaël P. J. Denys, Henri Jokinen und Juha Merilä: Platichthys solemdali sp. nov. (Actinopterygii, Pleuronectiformes): A New Flounder Species from the Baltic Sea. Frontiers in Marine Science. Bd. 5, Art.-Nr. 225, 11. Juli 2018, doi: 10.3389/fmars.2018.00225